# Borkhorn
Borkhorn ist eine Ortschaft der Stadt Löningen im niedersächsischen Landkreis Cloppenburg.
Der Ort liegt an der am südlichen Ortsrand verlaufendenB 213 westlich direkt anschließend an die Kernstadt Löningen. Südlich des Ortes fließt die Hase, südlich und westlich fließt der Borkhorner Bach.